# Bene-Israel

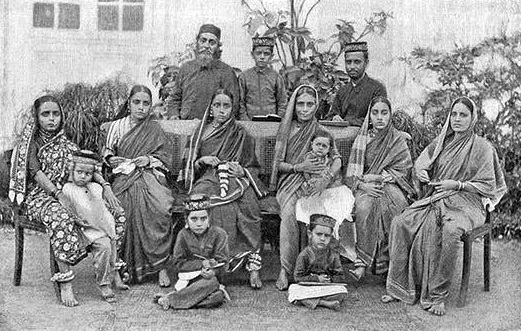
Familia de Bene-Israel en Bombay, finales del.

Los Bene-Israel (en hebreo: בני ישראל) (en español: Hijos de Israel) son un grupo de judíos que habitan en la India y cuyo idioma nativo es una variación del marati. Como su ocupación tradicional era la presión de semillas oleaginosas y debido a que guardaban estrictamente el Sabbat judío al no trabajar los sábados, los marathis no judíos los llamaban Shanivar Teli, que significa "prensas de aceite del sábado". De orígenes inciertos, los Bene-Israel afirman ser los descendientes de catorce judíos, siete hombres y siete mujeres, que sobrevivieron a un naufragio en la costa de la India.
Hasta el siglo XVIII, casi todos habitaban una zona costera de Concan al sur de Bombay. En el segundo medio del siglo XVIII, algunos emigraron a Bombay, donde abrieron su primera sinagoga en 1796.
En la segunda mitad del siglo XX, tras la independencia de la India en 1947 y de Israel en 1948, la mayoría de los Bene Israel emigró a Israel. A finales del siglo XX, ellos y sus descendientes sumaban más de 50.000 personas en Israel, y alrededor de 5.000 permanecían en la India.

## Historia
Su historia antes del siglo XVIII es oscura, y las estimaciones de la fecha de su origen varían desde el siglo VIII a. C. hasta el siglo VI d. C. La propia tradición de los Bene Israel decía que procedían del norte y eran descendientes de 14 judíos, siete hombres y siete mujeres, que sobrevivieron a un naufragio. Pueden ser descendientes de prisioneros de guerra judíos del siglo VI que fueron llevados a la India como esclavos en una galera romana.
Los Bene-Israel perdieron algunas de sus tradiciones judías y su conocimiento del hebreo, pero aún mantuvieron la oración central, el Shemá, y prácticas judías como la circuncisión, algunas leyes básicas dietético y la observancia del Shabbat. Más adelante en su historia, entraron en contacto con los Judíos de Cochin, quienes les enseñaron más sobre el judaísmo y adoptaron prácticas judías sefardíes estándar, aunque también eran culturalmente indios.
La primera referencia a Bene Israel puede ser alrededor del año 1200 por Maimónides, quien escribió que "los judíos de la India no saben nada de la Torá, y de las leyes nada excepto el sábado y la circuncisión."
J. A. Sartorius, un misionero cristiano danés en la India, escribió en una carta de 1738 que había oído que había judíos en Konkan que no tenían la Biblia ni sabían hebreo y cuya única oración era el Shemá.
La primera mención registrada de los Bene Israel por parte de los judíos de Cochin fue en 1768, cuando el comerciante de Cochini Ezekiel Rahabi escribió a los judíos de Amsterdam que algunos Cochinis habían viajado a Conção para educar a los Bene Israel en los detalles de la práctica judía, y que algunos Los Bene Israel habían viajado a Cochin y fueron capacitados para enseñar judaísmo a los Bene Israel.

## Comida y ritual

### Kashrut
Ampliaron la prohibición kosher de consumir leche y carne en la misma comida para incluir la mezcla de leche y pescado.
Dado que la carne sacrificada kosher no siempre estaba disponible en la India, a veces se seguía una dieta predominantemente vegetariana.

### Malida
Un ritual de acción de gracias único que no se encuentra en otras comunidades judías,  es una ceremonia tradicional que se lleva a cabo en Tu Bishvat (el Año Nuevo para los árboles en el judaísmo) y en los principales eventos del ciclo de vida, como el Bar Mitzvah. Está dedicado al profeta judío Elias e incluye comer un plato elaborado con poha (arroz plano típico de Maharashtra), coco, y frutas de al menos dos tipos.

## Origen genético
Genéticamente, los Bene Israel son una población única cuyo ADN muestra una mezcla que ocurrió en el segundo milenio (hace ~19-33 generaciones) con algunos genes de poblaciones indias locales y otros que se parecen a las poblaciones judías del Medio Oriente, con ambos presentes en cantidades significativas. Los hombres contribuyeron comparativamente más ADN del Medio Oriente y las mujeres contribuyeron más ADN indio, y el análisis del ADN mitocondrial muestra que la mayoría de las mujeres en la población fundadora eran indias.